# Asteroide de tipus P
Els asteroides de tipus P tenen un baix albedo i un espectre electromagnètic vermellós sense trets distintius. S'ha suggerit que tenen una composició de silicats rics orgànics, carboni i silicats anhídrics, possiblement amb aigua gelada al seu interior. Els asteroides de tipus P es troben en el cinturó d'asteroides exterior i més enllà.

## Taxonomia
El 1975 va ser creat un sistema de principis de la taxonomia d'asteroides, a partir del treball de la tesi doctoral de David J. Tholen. Això es va basar en observacions d'un grup de 110 asteroides. La classificació de tipus U s'utilitza com una classe diversa d'asteroides amb espectres inusuals que no encaixaven en les classificacions dels asteroides de tipus C i S. El 1976, alguns d'aquests asteroides de tipus U amb nivells moderats inusuals d'albedo van ser etiquetats com de tipus M.
Al voltant de 1981, una branca de la branca d'asteroides de tipus M aparegut de planetes de menor importància que tenien un espectre que no es va distingir del tipus M, però també tenien un baix albedo que no es trobaven dins dels criteris de tipus M. Aquests van ser etiquetats inicialment com a asteroides de tipus X, després tipus DM (M fosc) o PM (pseudo-M) DM, abans d'adquirir la seva pròpia classificació única com els asteroides de tipus P (on el P indica "pseudo-M").

## Propietats
Els asteroides de tipus P són alguns dels objectes més foscos del sistema solar amb molt baixos albedos (pv<0,1) i semblen orgànics rics, similars a les condrites carbonàcies. Els seus colors són una mica més vermells que els asteroides de tipus S i que no mostren característiques espectrals. La coloració vermella pot ser causada per compostos orgànics relacionats amb el querogen.
Els espectres de reflectància dels asteroides de tipus P es pot reproduir a través d'una combinació del 31% CI i el 49% CM de grups de meteorits de condrites carbonatades, més del 20% dels meteorits del Tagish Lake, després de sotmetre a un metamorfisme tèrmic i una erosió espacial.
La part exterior del cinturó principal d'asteroides més enllà de 2,6 ua des del Sol està dominat per un baix albedo els tipus d'asteroides de tipus C, D i P. Aquests són els asteroides primitius que poden haver tingut alterats químicament per l'acció de l'aigua líquida. La distribució dels pics dels asteroides de tipus P a una distància orbital de 4 ua. Asteroids classified as P-type include 46 Hèstia, 65 Cybele, 76 Freia, 87 Sylvia, 153 Hilda and 476 Hedwig.